# Armindo Tiago
Armindo Daniel Tiago (Marara, 1 de janeiro de 1964) é professor universitário, médico, político e actual Ministro da Saúde de Moçambique.

## Carreira académica e profissional
É Doutorado em Genética da Doença Cardiovascular (2003), pela Universidade de Witwatersrand, República da África do Sul; Licenciado em Medicina (1993), pela Universidade Eduardo Mondlane (UEM); e Médico Especialista em Endocrinologia (2009), pelo Hospital Central de Maputo, com estágio no Inkosi Albert Lithuli Hospital, Durban, República da África do Sul.
Tiago é igualmente docente e investigador na Faculdade de Medicina da UEM, desde 1993. É Professor Auxiliar desde 2004 e lecciona as disciplinas de Fisiologia I, Fisiologia II e Fisiopatologia, no Departamento de Ciências Fisiológicas nesta mesma Faculdade. Faz supervisão académica de estudantes de licenciatura, mestrado e doutoramento. As suas áreas de interesse na investigação incluem, a malária, diabetes mellitus, hipertensão arterial e educação médica. Nestas áreas, é autor ou co-autor de vários artigos científicos e manuais didácticos e normativos. Nas mesmas áreas, organizou e participou em vários eventos científicos nacionais e internacionais.
Foi Director do Gabinete de Educação Médica (2012-2015), por inerência de funções, Coordenador de Qualidade Académica e Director-Adjunto para a Docência na Faculdade de Medicina da UEM.
É membro de organizações sócio-profissionais, tais como a Associação Médica de Moçambique; Academia de Ciências de Moçambique; e Ordem dos Médicos de Moçambique.
Assume também a Presidência da Associação Moçambicana dos Diabéticos (AMODIA) e, por intermédio, é Membro da International Diabetes Federation (Federação Internacional de Diabetes - IDF) e Presidente do Comité Técnico Consultivo de Malária.
Foi membro não executivo do Conselho Nacional para a Avaliação da Qualidade do Ensino Superior (CNAQ) e das comissões instaladoras da Universidade do Lúrio e Ordem dos Médicos de Moçambique, tendo sido, também membro do Conselho Académico da UEM (2012-2017), como representante da área de Ciências Médicas.
Antes da sua nomeação para o cargo de Ministro da Saúde, era Vice-Reitor da Universidade Eduardo Mondlane para a Área de Administração e Recursos.

## Vida pessoal
Tiago é cristão católico. Ele é pai de quatro, sendo um varão.
Para além do português, fala também inglês, espanhol e cinyungwe.